# Gendarmerie prévôtale
Pour les articles homonymes, voir prévôté.
La Gendarmerie prévôtale, ou prévôté, est une formation de la Gendarmerie nationale française dont la mission principale est la police judiciaire militaire auprès des Forces armées françaises stationnées hors du territoire français. Elle exerce également à l'étranger des missions de police générale, d'appui à la force et de renseignement dans le cadre d'interventions militaires françaises.
Pour accomplir ces missions, elle constitue des détachements prévôtaux :
- permanents, auprès des forces stationnées à l'étranger, ou
- de circonstance, auprès des forces en opérations.

Les termes de prévôté et de police militaire ne sont pas équivalents car, dans de nombreux pays, la police militaire remplit un éventail de missions différent de celui de la prévôté française et souvent plus large - allant par exemple du contrôle du trafic routier à la surveillance des prisonniers de guerre.

## Histoire
L'histoire de la prévôté est aussi ancienne que celle des armées françaises.
Au Moyen Âge, c'est le Roi qui décide de « judiciariser le périmètre du champ de bataille ». L'Édit de 1373 du roi Charles V dispose : « Le prévôt du Connétable est chargé de connaître les crimes et les maléfices qui se commettent dans les Armées par les gens de guerre ».

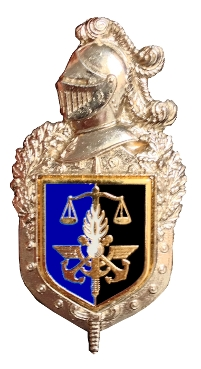
Ecu porté sur la poitrine par le personnel de la gendarmerie prévôtale

La Gendarmerie nationale succède, en 1791, à la maréchaussée, organisée, au XIVe siècle, pour maintenir l’ordre dans la troupe et sur ses arrières, empêcher les pillages et rattraper les déserteurs.
Après la création d’un noyau d’armée permanent, au milieu du XVe siècle, les délégués des maréchaux, les prévôts (du latin prepositi, préposé), s’installent en province, où ils accomplissent bientôt des tournées régulières pour juger les soldats fautifs en temps de paix.
L’héritière de la maréchaussée conserve dans ses missions la police des gens de guerre.
Ainsi, la loi du 28 germinal an VI (17 avril 1798), relative à l'organisation de la gendarmerie nationale, précise dans son article 215 qu'« outre le service dont il est chargé dans l'intérieur de la république, le corps de la gendarmerie nationale fournira en temps de guerre, des détachements destinés au maintien de l'ordre et de la police dans les camps et cantonnements ».
L'ordonnance organique de 1820 rappelle qu’elle doit veiller à la sûreté publique et à l’exécution des lois « dans toute l’étendue du royaume », mais aussi « dans les camps et dans les armées » (article premier). Les textes de 1854 et de 1903 mentionnent, eux aussi, ce second champ d’intervention.
Les prévôts ont toujours accompagné les armées en opérations et 700 d'entre eux furent tués pendant la Grande Guerre.
Au cours de ce conflit, la gendarmerie prévôtale, qui a alors une très mauvaise image auprès des troupes, est profondément réorganisée en mai-juin 1917 par regroupement d'une partie importante de ses effectifs dans des sections prévôtales d'une trentaine d'hommes (réforme Bouchez du nom du général Léon Bouchez commandant l'Inspection Générale de la Gendarmerie aux Armées IGGA) . Ces sections sont déployées aux armées et également à l'intérieur du pays pour maintenir l'ordre lors de conflits sociaux. Après la dissolution de la gendarmerie prévôtale en 1919, une partie de ses effectifs est réaffectée aux pelotons de Gendarmerie utilisables au maintien de l'ordre . Leur utilité ainsi démontrée incite le gouvernement à pérenniser l'existence de ces pelotons et la loi du 22 juillet 1921 permet la création de pelotons mobiles dans la gendarmerie départementale. Par un décret du 10 septembre 1926, ces pelotons prennent le nom de garde républicaine mobile ou GRM (c'est l'ancêtre directe de la gendarmerie mobile actuelle ).
En 1926, la prévôté du Levant est décorée de la croix de guerre des Théâtres d'opérations extérieurs par le commandant en chef des troupes du Levant.

## Missions
En temps de paix, la gendarmerie encadre la conscription et participe à l’administration des réserves, elle escorte les convois de munitions et surveille les corps de troupe en marche, elle contrôle les militaires en congés ou en déplacements, elle recherche les insoumis, les déserteurs et ceux qui les aident, elle fournit des officiers de police judiciaire aux tribunaux militaires et elle assure les transfèrements des prisonniers militaires.
En temps de guerre, la gendarmerie exerce ses missions de police militaire générale et de police judiciaire militaire par l’intermédiaire d’une organisation spéciale, la prévôté, qui tire son nom de la maréchaussée.
Aux termes de l'instruction du ministère de la Défense du 4 octobre 2006, remplacée par celle du 26 juillet 2013, la prévôté est le service de la gendarmerie institué auprès des forces armées françaises hors du territoire national (forces stationnées en Allemagne, force de présence ou forces engagées en opérations), pour l'exercice des missions définies à l’article L. 411-2 du code de la justice militaire.
Ce dernier dispose qu'« outre les missions de police générale qui leur sont dévolues par les règlements militaires, les prévôts ainsi que les officiers, gradés et gendarmes placés sous leurs ordres exercent la police judiciaire militaire, conformément aux dispositions des articles L.211-2 à L.211-9 et L.212-2 à L.212-4 [du code de justice militaire]. »
Ses missions sont multiples (police judiciaire militaire, police générale, appui à la force, renseignement). La mission de police judiciaire militaire est la seule à ne pas être partagée avec la force. Dans le cadre de cette mission, les prévôts agissent sous le contrôle exclusif du parquet du tribunal de grande instance de Paris, spécialisé dans les affaires militaires, qui a succédé au tribunal aux armées de Paris depuis le 1er janvier 2012.
Les prévôts – qui sont sélectionnés parmi les sous-officiers de la gendarmerie titulaires de la qualification d'officier de police judiciaire – sont habilités pour le temps de la mission ou de l'affectation en qualité d'officiers de police judiciaire des forces armées par le parquet général de la cour d'appel de Paris.
Dans le cadre de la mission de police judiciaire, les prévôts sont chargés de constater les infractions commises par ou contre les forces armées françaises ou contre leurs établissements ou matériels, d'en rassembler les preuves et d'en rechercher les auteurs sous la direction des magistrats des formations spécialisées du tribunal judiciaire de Paris.

## Organisation

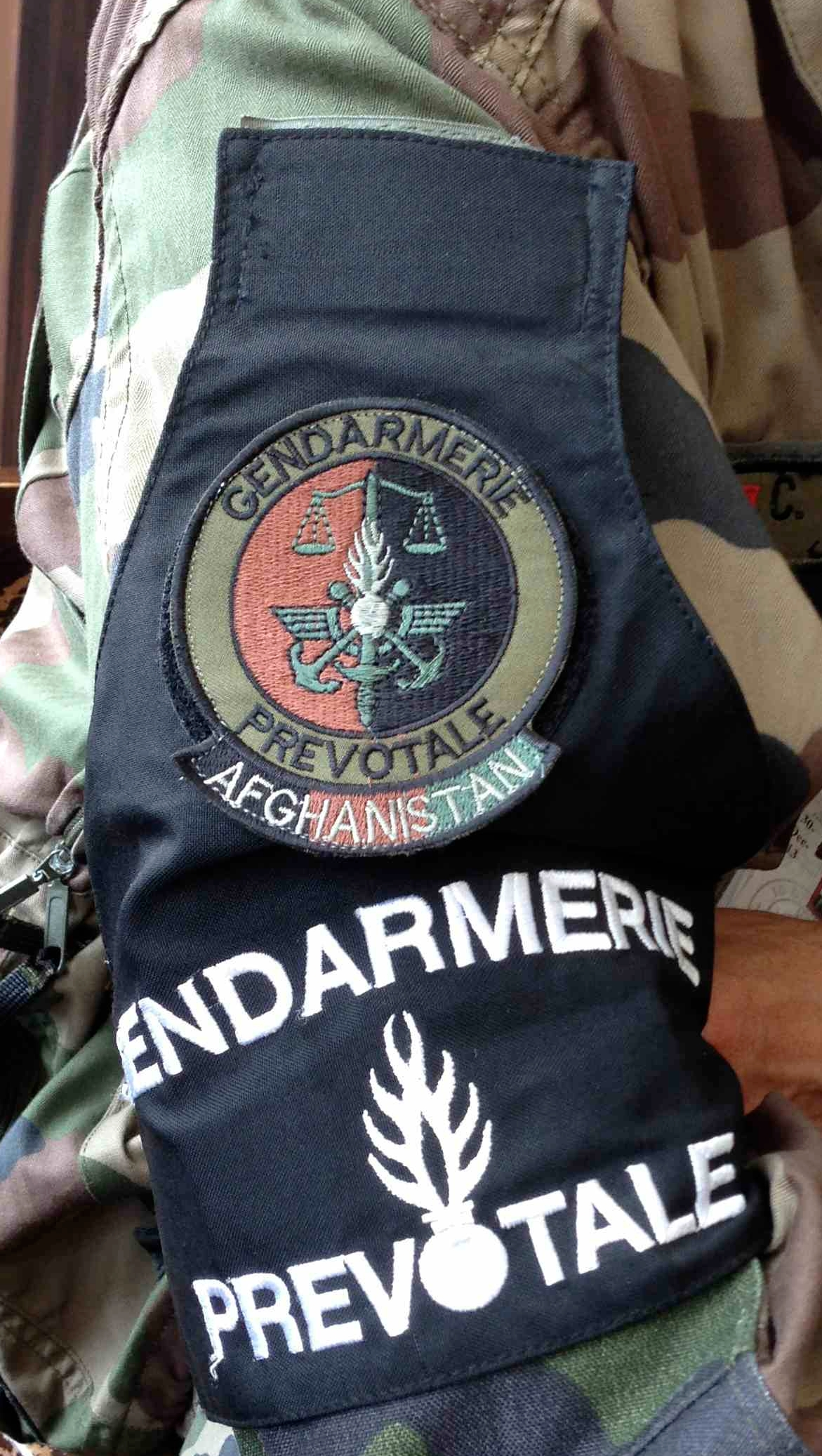
Brassard porté par les prévôts en Afghanistan

Longtemps rattachée au commandement de la gendarmerie outre-mer, puis à la direction générale de la Gendarmerie nationale, la prévôté est à nouveau rattachée au commandement de la gendarmerie outre-mer depuis le 1er août 2021.
Cette réorganisation répond à la judiciarisation croissante des activités militaires. Afin de renforcer le dispositif prévôtal, le même décret a créé une brigade de recherches prévôtales (désormais section de recherches de la gendarmerie prévôtale) disposant d'une compétence nationale et composée de six enquêteurs commandée par un lieutenant-colonel de gendarmerie.
Sa mission est double :
- Renforcer les détachements prévôtaux dans le cadre d'une affaire judiciaire grave avec une projection rapide de tout ou partie de ses membres dans un théâtre d'opérations,
- Poursuivre sur le territoire national les enquêtes lancées par les prévôts à l'étranger.

Les gendarmes prévôts accompagnent les forces en opérations extérieures, dans des détachements prévôtaux de circonstance, ainsi que les forces stationnées à l'étranger, dans des détachements prévôtaux permanents.
En 2025, le commandement de la gendarmerie prévôtale compte :
• 6 détachements prévôtaux de circonstance au Liban, en Jordanie, en Pologne, en Roumanie, en Irak et en Estonie.
• 6 détachements prévôtaux permanents en Allemagne, à Djibouti, aux Émirats arabes unis, au Gabon, en Côte d'Ivoire et au Sénégal.

### Liste des commandants de la gendarmerie prévôtale
- 2012-2015 : colonel Olivier Kim
- 2015-2019 : colonel Éric Gosset
- 2019-2021 : général de brigade Frédéric Bonneval
- 2021-2024 : général de brigade Laurent Haas
- Depuis le 1er septembre 2024 : général de brigade Laurent Lesaffre